# Febronianisme
Het febronianisme (ook soms febronisme) is de naam gegeven aan de leerstellingen van Justinus Febronius (1701 - 1796).
Het febronianisme werd door de Kerk veroordeeld in 1764 en 1789.

## De auteur en zijn stelling
Justinus Febronius was de geleerde naam aangenomen door Johann Nikolaus von Hontheim, hulpbisschop van Trier en rechtsgeleerde, bij de uitgave van zijn voornaamste werk, onder de titel Justini Febronii Juris consulti, De Statu Ecclesiæ et legitimâ potestate Romani Pontificis Liber singularis ad reuniendos dissidentes in religione christianos compositus, gepubliceerd in Bouillon in 1763. 
Op basis van de gallicaanse zienswijzen over kerkelijk recht die hij bij Van Espen had geleerd tijdens zijn studies aan de universiteit van Leuven, was Febronius uitgemond op radicale stellingen die veel verder gingen dan wat het gallicanisme tot dan toe voorhield. Zijn centrale stelling was de afwijzing van het monarchistische stelsel binnen de Rooms-Katholieke Kerk en een sterke vermindering van de centralistische macht van de Heilige Stoel. Hierdoor hoopte hij een verzoening met de protestantse Kerken mogelijk te maken.

## Algemeen overzicht
In zijn eerste hoofdstuk ontwikkelde Febronius de stelling dat Christus de sleutels van de Kerk had toevertrouwd aan het hele Godsvolk, dat ze in handen hield principaliter et radicaliter, ook al werden ze in de praktijk toevertrouwd aan prelaten, aan wie echter alleen maar een beheersmandaat was gegeven. Dit betekende dat de paus wel van een zeker primaatschap mocht genieten maar ondergeschikt bleef aan de universele kerk. Als symbool van de eenheid en als behoeder en verdediger van de Kerk had hij wel het recht om regels voor te stellen en om legaten uit te sturen voor de verdediging van de rechten van de Heilige Stoel, maar zijn soevereiniteit over de Kerk was alleen maar een 'principatus' en niet een overheersende jurisdictie. Ze diende tot het bewaren van de goede orde en de samenwerking (ordinis et consociationis). De ultramontaanse doctrine van de onfeilbaarheid van de paus was nutteloos en werd trouwens door grote delen van de christelijke geloofsgemeenschap niet aanvaard. De organisatie van de Kerk was gefundeerd op het geheel van de bisschoppen, waarbij de paus slechts een primus inter pares is.
Hieruit volgt dat de paus onderworpen bleef aan de beslissingen van de concilies. Hij was daarbij niet de enige die een concilie kon samenroepen. De bisschoppen waren zijn collega's (conjudices) en niet enkel maar zijn adviseurs. Beslissingen genomen door een concilie hoefden geen bevestiging door de paus en konden evenmin door hem eenzijdig worden gewijzigd. Men kon ook beroep aantekenen tegen pauselijke beslissingen bij een algemeen concilie. Wat de pauselijke rechten betreft in gevallen zoals beroepsprocedures, of bij bevestiging, verplaatsing of afzetting van bisschoppen, behoorde dit tot de bevoegdheid van de bisschoppen zelf, binnen hun provinciale synodes. Hierin waren hun prerogatieven onrechtmatig toegeëigend door het pausdom bij middel van talrijke manoeuvres, in het bijzonder door de vervalste decretales.
Het goed van de Kerk vereiste derhalve dat alles weer in de staat werd gebracht zoals die was vooraleer de valse decretales van kracht werden. Het episcopaat moest zijn rechtmatig gezag terugkrijgen. De voornaamste hierin uit de weg te ruimen hinderpaal was niet zozeer de paus zelf, maar de Curie die met alle middelen moest bevochten worden en over wie men het godsvolk moest inlichten (primum adversus abusus, ecclesiasticae potestatis remedium). Nationale en provinciale synodes moesten opnieuw worden gehouden, want het afschaffen ervan was de hoofdoorzaak voor de problemen binnen de Kerk. En als de paus hierin niets wilde ondernemen dan moesten de monarchen en in de eerste plaats de keizer hierin het initiatief nemen, in samenwerking met de lokale bisschoppen. Nationale concilies moesten worden samengeroepen, ook tegen de wil in van de paus. Er moest hierbij geen rekening worden gehouden met de banvloeken die de paus zou uitspreken en voortaan zou men gehoorzaamheid weigeren in zaken die onrechtmatig door de paus naar zich waren getrokken.

## Invloed van het febronianisme
De leer van Febronius was eigenlijk niet zeer origineel. Ze lag in de lijn van wat voorgezeten had bij de grote algemene concilies van Konstanz en Bazel in de vijftiende eeuw. Zijn originaliteit lag in de kracht die hij aan zijn ideeën gaf en aan de diepgang van zijn uiteenzettingen. Het gevolg was dat ze de tijdsgeest beïnvloedden en algemene aanvaarding begonnen te verwerven. Het boek werd in 1764 onmiddellijk veroordeeld in Rome en met een breve van 21 mei van dat jaar gaf paus Clemens XIII bevel aan de Duitse bisschoppen om alle exemplaren van het boek te vernietigen. Slechts in negen bisdommen werd dit bevel opgevolgd. In de andere werd het zonder meer genegeerd of de uitvoering ervan op de lange baan geschoven, in afwachting van een onpartijdig onderzoek. Ondertussen werd het wel een leidend boek in regeringskringen.
Wat Febronius verkondigde kwam in feite goed overeen met de zienswijzen van de Duitse bisschoppen. Deze waren in vele gevallen aanzienlijke seculiere prinsen en de meesten onder hen dachten er niet aan hun religieuze plichten te vervullen. Voor hen was het enkel om de macht en de financiële inkomsten te doen. Het eigenlijke beheer van hun diocees lieten ze over aan hulpbisschoppen of 'suffraganten', zoals ook Febronius er een was. De meeste van die bisschoppen waren vage voorstanders van de verlichting, zonder trouwens altijd goed te beseffen wat dit inhield. Ze hadden zich losgewerkt van de keizerlijke macht en waren in ruime mate zelfstandig geworden in wereldlijke zaken. Ze kregen het dan ook op de heupen wanneer ze in kerkelijke zaken moesten rekening houden met de Romeinse Curie, die zich volgens hen onrechtmatig bemoeide in zaken waarin zij soeverein bestuurden. Ze wilden dan ook hun onafhankelijkheid tegenover de paus eveneens versterkt zien. Egoïstische motieven speelden hierin dus al evenzeer mee als meer respectabele principes.
Wat de burgerlijke overheid betreft, die sloot zich volgaarne aan bij wat Febronius voorhield. De nochtans devote keizerin Maria Theresia verbood de uitvoering van de pauselijke breve tegen het boek van Febronius, terwijl haar zoon keizer Jozef II de principes van Febronius volledig en zonder enig gewetensbezwaar in toepassing bracht, bij zover dat men er ook de naam jozefinisme aan gaf. In Venetië, Toscane, Napels, Portugal inspireerden verlichte despoten zich op Febronius om de plaatselijke kerken te hervormen. Een van de gevolgen was de toename van de oppositie tegen de jezuïeten hetgeen, onder druk van de burgerlijke overheden, zou leiden tot de afschaffing van de orde door paus Clemens XIV in 1773. Twee samenkomsten van kerkelijke dignitarissen, gehouden in 1786, gebeurden eveneens op basis van de inspiratie die ze vonden bij Febronius.

## Pistoia en Ems
Het ging enerzijds om de Synode van Pistoia onder de leiding van bisschop Scipione de Ricci, anderzijds om het Congres van Ems, dat de vertegenwoordigers bijeen bracht van de vier Duitse aartsbisschoppen (Keulen, Mainz, Trier en Salzburg) en dat op 25 augustus 1786 uitmondde op de Punctatie van Ems, die vervolgens door de aartsbisschoppen werd aanvaard en gepromulgeerd. Dit document kwam er na een jarenlang dispuut tussen de Duitse aartsbisschoppen en de pauselijke nuntii, die beschuldigd werden van ongeoorloofde inmenging in de zaken van de Duitse bisdommen. 
Al in 1769 hadden de drie keurvorsten en aartsbisschoppen van Keulen, Mainz en Trier in een document van dertig artikelen, opgesteld onder de leiding van Febronius, hun grieven tegenover de Curie bekendgemaakt aan de nieuwe paus Clemens XIV, en dit met goedkeuring van Jozef II. Die artikelen lagen uiteraard volledig in de lijn van wat Febronius verkondigde. Trouwens, in zijn hoedanigheid van hulpbisschop van Trier, had Febronius actief deelgenomen aan de onderhandelingen die tot de redactie van de dertig artikelen hadden geleid.
Wat de Punctatie betreft, ook al was Febronius er niet direct bij betrokken, de inhoud ervan beantwoordde volledig aan wat hij verkondigde. De drieëntwintig artikelen van dit document kunnen als volgt worden geresumeerd:
- Bisschoppen hebben, door de machten die ze van God zelf hebben ontvangen, het volle gezag over hun diocees in alle zaken van dispensatie, geestelijke autoriteit enz.
- Pauselijke bullen en breven alsook decreten van Curiecongregaties zijn niet van toepassing zolang de bisschop ze niet heeft aanvaard voor zijn bisdom.
- De rol van de pauselijke nuntius dient herzien en verminderd.
- De eed van trouw aan de paus die sinds paus Gregorius VII van de bisschoppen wordt geëist, dient te worden gewijzigd in overeenstemming met de rechten van de bisschoppen.
- De erelonen en annaten die geëist worden voor de toekenning van het pallium en voor de confirmatie als bisschop, dienen te worden verminderd.
- Wanneer de bisschoppelijke confirmatie niet wordt toegekend, moet een bisschop toch kunnen verder werken, onder de bescherming van de keizer.
- Tijdens procedures voor een bisschoppelijke rechtbank of tijdens procedures in beroep voor een aartsbisschoppelijke rechtbank, dienen de pauselijke nuntii zich van elke tussenkomst te onthouden.
- Ook al is men principieel niet tegen een opperste beroepshof in Rome, is het beter dat ieder aartsbisdom een eigen opperste beroepshof heeft, afhangend van de provinciale synode.
- De keizer wordt uitgenodigd er bij de paus op aan te dringen dat nationale concilies kunnen worden samengeroepen, teneinde de misbruiken te lijf te gaan die door het Concilie van Trente niet werden aangepakt.

## Nadien
Of dit manifest zou geleid hebben tot een grondige herziening van de organisatie van de katholieke kerk in het Habsburgs-Duitse rijk, zal men wellicht nooit weten, want kort daarop brandde de Franse Revolutie los en ook de Duitse Kerk werd in de gevolgen ervan meegesleept.
Een generatie later was de katholieke kerk door een louteringsproces van verdwijning, vervolging en heropstanding gegaan in alle landen die onder de Franse opeenvolgende regimes waren terechtgekomen. In de Duitse gebieden zou daar later nog de Kulturkampf bij komen. Veel van wat binnen de Kerk Febronius en anderen stoorde verdween, om te beginnen de vermenging van geestelijke leiders die ook wereldlijke vorsten waren. De katholieken verenigden zich in Duitsland in het Katholischer Verein dat vanaf 1848 de jaarlijkse Katholiken Tage organiseerde. De eenheid tussen paus, bisschoppen en gelovigen was hersteld. Hetzelfde gebeurde in alle Europese landen.
De door elkaar geschudde nationale gemeenschappen vonden in een solidaire kerk, onder de leiding van pausen van groot formaat, een ideaal kader, waarbinnen voor de Febroniaanse afscheidingsgedachten geen plaats meer was.